# Geogarypus mirei
Geogarypus mirei es una especie de arácnido del orden Pseudoscorpionida de la familia Geogarypidae.

## Distribución geográfica
Se encuentra en el Chad.